# Список птиц, занесённых в Красную книгу Владимирской области

Список птиц, занесённых в Красную книгу Владимирской области включает в себя 52 вида птиц, занесённых в Красную книгу Владимирской области (издание 2010 года).
Категория охраны обозначена цифрой напротив каждого вида:
0 — вероятно исчезнувшие в регионе
1 — находящиеся под угрозой исчезновения
2 — сокращающиеся в численности
3 — редкие
4 — неопределенные по статусу
5 — восстанавливающиеся и восстановленные.

## Отряд Гагарообразные — Gaviiformes
- Семейство Гагаровые — Gaviidae
  - Вид чернозобая гагара — Gavia arctica
Европейская чернозобая гагара — Gavia arctica arctica 1

## Отряд Поганкообразные — Podicipediformes
- Семейство Поганковые — Podicipedidae
Красношейная поганка — Podiceps auritus 4
Черношейная поганка — Podiceps nigricollis 3

## Отряд Аистообразные — Ciconiiformes
- Семейство Аистовые — Cciconiidae
Белый аист — Ciconia ciconia 1
Черный аист — Ciconia nigra 1
- Семейство Цаплевые — Ardediae
Малая выпь — Ixobrychus minutus 4

## Отряд Гусеобразные — Anseriformes
- Семейство Утиные — Anatidae
Пискулька — Anser erythropus 4
Лебедь-кликун — Cygnus cygnus 2
Лебедь-шипун — Cygnus olor 3

## Отряд Соколообразные — Falconiformes
- Семейство Скопиные — Pandionidae
Скопа — Pandion haliaetus 1
- Семейство Ястребиные — Accipitridae
Осоед — Pernis apivoris 3
Полевой лунь — Circus cyaneus 2
Змееяд — Circaetus gallicus 1
Большой подорлик — Aquila clanga 3
Малый подорлик — Aquila pomarina 4
Беркут — Aquila chrysaetos 1
Орлан-белохвост — Haliaeetus albicilla 1
- Семейство Соколиные — Falconidae
Сапсан — Falco peregrinus 1
Кречет — Falco rusticolus 4
Обыкновенная пустельга — Falco tinnunculus 2
Кобчик — Falco vespertinus 2
Дербник — Falco columbarius 4

## Отряд Курообразные — Galliformes
- Семейство Тетеревиные — Tetraonidae
  - Вид белая куропатка — Lagopus lagopus
Среднерусская белая куропатка — Lagopus lagopus rossicus 0

## Отряд Журавлеобразные — Gruiformes
- Семейство Пастушковые — Rallidae
Пастушок — Rallus aquaticus 4
- Семейство Журавлиные — Gruidae
Серый журавль — Grus grus 3

## Отряд Ржанкообразные — Charadriiformes
- Семейство Кулики-сороки — Haematapodidae
Кулик-сорока — Haematopus ostralegus 3
- Семейство Бекасовые — Scolopacidae
Поручейник — Tringa stagnatilis 3
Турухтан — Philomachus pugnax 4
Большой кроншнеп — Numenius arquata 2
Большой веретенник — Limosa limosa 3
- Семейство Чайковые — Laridae
Малая чайка — Larus minutus 3
Белокрылая крачка — Chlidonias leucopterus 3
Малая крачка — Sterna albifrons 1

## Отряд Голубеобразные — Columbiformes
- Семейство Голубиные — Columbidae
Клинтух — Columba oenas 3

## Отряд Совообразные — Strigiformes
- Семейство Совиные — Strigidae
Филин — Bubo bubo 1
Домовый сыч — Athene noctua 3
Бородатая неясыть — Strix nebulosa 3

## Отряд Ракшеобразные — Coraciiformes
- Семейство Сизоворонковые — Coraciidae
Обыкновенная сизоворонка — Coracias garrulus 2
- Семейство Зимородковые — Alcedinidae
Обыкновенный зимородок — Alcedo atthis 3
- Семейство Щурковые — Meropidae
Золотистая щурка — Merops apiaster 3

## Отряд Дятлообразные — Piciformes
- Семейство Дятловые — Picida
Седой дятел — Picus canus 4

## Отряд Воробьинообразные — Passeriformes
- Семейство Жаворонковые — Alaudidae
Лесной жаворонок — Lullula arborea 2
- Семейство Сорокопутовые — Laniidae
  - Вид серый сорокопут — Lanius excubitor
Обыкновенный серый сорокопут — Lanius excubitor excubitor 2
- Семейство Славковые — Sylviidae
Обыкновенный сверчок — Locustella naevia 3
Вертлявая камышевка — Acrocephalus paludicola 4
Тростниковая камышевка — Acrocephalus scirpaceus 4
Дроздовидная камышевка — Acrocephalus arundinaceus 3
Ястребиная славка — Sylvia nisoria 3
- Семейство Синициевые — Paridae
Европейская белая лазоревка — Parus cyanus cyanus 4
- Семейство Овсянковые — Emberizidae
Овсянка-ремез — Emberiza rustica 4
Дубровник — Emberiza aureola 1
Садовая овсянка — Emberiza hortulana 3